# Zalog pri Škocjanu
Zalog pri Škocjanu je naselje u slovenskoj Općini Škocjanu. Zalog pri Škocjanu se nalazi u pokrajini Dolenjskoj i statističkoj regiji Jugoistočnoj Sloveniji. 

## Stanovništvo
Prema popisu stanovništva iz 2002. godine naselje je imalo 54 stanovnika.